# Massing (Alemanha)
Massing é um município da Alemanha, situado no distrito de Rottal-Inn, no estado da Baviera. Tem 112,00 km² de área, e sua população em 2019 foi estimada em 4.054 habitantes.